# 杜心餘

杜心餘牧師夫婦

杜心餘(英語：Rev. Charlton Todd)，是美南浸信會牧師。

## 生平
出生於1870年11月5日。
1902年，杜氏夫婦經海外傳道部差遣到澳門宣揚基督教，並於1903年12月抵澳。
由於正值八國聯軍事件後數年，中國人對外國宗教仍十分仇視，然杜氏二人在艱苦環境下仍努力傳教，於澳門營地大街租賃一所三層大屋作聚會宣教之用，1904年，杜氏為5名華人施行浸禮，1905年，杜氏正式成立教會，定名為「信福會」，會友廿五人，並於教會兼辦靈導小學。
1908年，杜心餘牧師返回美國述職，不幸患病逝世。其母為紀念愛子捐出款項指定在澳門購買土地建立教會。最終，於1927年在白馬行購地成為澳門浸信教會之現址。
葬於 勞倫斯，南卡羅來納州，美國
https://www.findagrave.com/memorial/8161404/samuel_charlton_todd